# Liste des villes de l'Oranie
L'Algérie est divisée en quarante-huit collectivité publique territoriale appelées wilayas.
Cependant, à l'instar de tous les pays et territoires du monde, des régions, qu'elles soient culturelles, linguistiques ou politique ont toujours plus ou moins existé. En Algérie, l'Oranie est une région socio-culturelle, bien qu'elle ne soit pas reconnue en tant que telle par l'État algérien. 
Voici la liste des plus grandes villes d'Oranie :
|    | Ville             | Wilaya                   |
| -- | ----------------- | ------------------------ |
| 1  | Oran              | Wilaya d'Oran            |
| 2  | Arzew             | Wilaya d'Oran            |
| 3  | Aïn El Turk       | Wilaya d'Oran            |
| 4  | Gdyel             | Wilaya d'Oran            |
| 5  | Tlemcen           | Wilaya de Tlemcen        |
| 6  | Maghnia           | Wilaya de Tlemcen        |
| 7  | Ghazaouet         | Wilaya de Tlemcen        |
| 8  | Remchi            | Wilaya de Tlemcen        |
| 9  | Hennaya           | Wilaya de Tlemcen        |
| 10 | Nedroma           | Wilaya de Tlemcen        |
| 11 | Tiaret            | Wilaya de Tiaret         |
| 12 | Sougueur          | Wilaya de Tiaret         |
| 13 | Frenda            | Wilaya de Tiaret         |
| 14 | Ksar Chellala     | Wilaya de Tiaret         |
| 15 | Mahdia            | Wilaya de Tiaret         |
| 16 | Saïda             | Wilaya de Saïda          |
| 17 | Sidi Bel Abbès    | Wilaya de Sidi Bel Abbès |
| 18 | Sfisef            | Wilaya de Sidi Bel Abbès |
| 19 | Mostaganem        | Wilaya de Mostaganem     |
| 20 | Mascara           | Wilaya de Mascara        |
| 21 | Sig               | Wilaya de Mascara        |
| 22 | Mohammadia        | Wilaya de Mascara        |
| 23 | Tighennif         | Wilaya de Mascara        |
| 24 | Aïn Témouchent    | Wilaya d'Aïn Témouchent  |
| 25 | Hammam Bou Hadjar | Wilaya d'Aïn Témouchent  |
| 26 | Beni Saf          | Wilaya d'Aïn Témouchent  |
| 27 | Relizane          | Wilaya de Relizane       |
| 28 | Oued Rhiou        | Wilaya de Relizane       |
| 29 | Mazouna           | Wilaya de Relizane       |